# 오노 마사나오
오노 마사나오(小野政直)는 센고쿠 시대 도토미국 이나사 군 이이노야 이이씨의 가의 무장이다.

## 인물
후손들에게 전해진 계보 사료에 따르면 오노노 다카무라나 오노노 미치카제 등을 배출한 황별 「오노노 아손마사미네」의 후예이며, 원래는 도요다 군 오노 촌에 살고 있던 일족을 불러 이나사 군 오노 촌으로 옮겼다고 한다. 아버지는 이이 나오히라를 섬긴 오노 효고스케 시게마사(小野兵庫助重正) 자신도 이이 씨의 중신으로써 섬겨, 나오히라의 손자 이이 나오모리, 혹은 그 숙부 이이 나오미치의 가로였다고 한다.
덴분 10년(1541년), 이이 가는 스루가국의 주인 이마가와를 따르고 있었지만, 가이국의 다케다씨가 도도미 국에 압력을 강화했기 때문에, 이이가문에서는 이이 나오미쓰, 나오요시 형제가 다케다 군에 대비할 준비를 하고 있었다. 이이 나오모리는 아들이 없었지에 나오미쓰의 적자, 나오치카가 나오모리의 양자가 되기로 되어 있었다. 하지만 마사나오는 이것에 불만을 가져, 비밀스럽게 슨푸의 이마가와 요시모토에게 이이 나오미쓰, 나오요시 형제가 모반을 꾀하고 있다고 참언하였다. 덴분 13년(1544년), 나오미쓰와 나오요시는 슨푸에 소환되어 거기서 두 사람 다 살해당했다. 슨푸에서 이이노야로 돌아온 마사나오는 요시모토의 명을 받들어 남겨진 가메노조를 죽이려 했지만 나오치카의 가로 이마무라 마사자네등에 의해 가메노조는 시나노국으로 도망갔다.
덴분 23년(1554년) 사망하였으며, 아들 미치요시가 대를 이었다. 마사나오의 죽음으로 인해 나오모리는 시나노 국으로 도망간 나오치카를 불러들이기로 하고 고지 원년(1555년) 이마가와 요시모토의 허락을 받아 나오치카를 양자로써 받아들였다.

## 등장 작품
- 여자 성주 나오토라(2017년, NHK 대하드라마, 배우：후키코시 미츠루）